# Bilsthorpe
Bilsthorpe – wieś w Anglii, w hrabstwie Nottinghamshire, w dystrykcie Newark and Sherwood. Leży 22 km na północ od miasta Nottingham i 191 km na północ od Londynu.